# Wendel Geraldo Maurício e Silva
Wendel Geraldo Maurício e Silva (Mariana, 8 de Abril de 1982), é um ex-futebolista brasileiro que atuava como volante e zagueiro.

## Carreira

### Cruzeiro
Iniciou sua carreira nas categorias de base do Cruzeiro, em 1998 e em 2000 chegou ao time principal.
Em 2003, compôs o time do Cruzeiro que, sob o comando do técnico Vanderlei Luxemburgo, conquistou a "Tríplice Coroa", ou seja, ganhou os principais títulos nacionais: o Campeonato Estadual, a Copa do Brasil e o Campeonato Brasileiro.
Em 2005, foi emprestado ao Clube Desportivo Nacional, de Portugal.

### Santos
Em 2005, foi apresentado para jogar no Santos e, em 2006 reencontra o seu parceiro de 2003 Maldonado e o técnico Vanderlei Luxemburgo, com os quais conquista o Campeonato Paulista.

### Bordeaux
Em 2 de março de 2008, o Bordeaux venceu o PSG por 3 a 0 em casa, e o brasileiro marcou os três gols da vitória, com direito a cabeçada de fora da área. Naquele ano, entrou na seleção do Francês, mesmo ano que ficou entre os finalistas para melhor da temporada, perdendo para Benzema.
Pelo Bordeaux, da França., conquistou a Copa da Liga Francesa de 2006-07 e 2008-09, o Campeonato Francês de 2008-09 e a Supercopa da França de 2008 e 2009. O volante terminou sua passagem pelo clube com 44 gols em 207 partidas.

### Vasco da Gama
Após atuar pelo Al-Shabab em 2012, Wendel acertou sua transferência para o Vasco da Gama em 10 de julho do mesmo ano.

### Sport
Após ser afastado do elenco cruzmaltino em 2014, Wendel acerta com o Sport.
Ao final de 2015 não renovou seu contrato e deixou o clube.

### Goiás
Em 31 de dezembro de 2015, Wendel foi anunciado como novo reforço do Goiás, para a disputa do Campeonato Brasileiro - Série B.
Em julho de 2016, foi dispensado do clube, onde disputou 23 jogos, sendo vários como capitão.

### Ponte Preta
No dia 13 de julho de 2016, com falta de volante no time, a Ponte Preta anunciou Wendel, acertando com o jogador até o final do Paulistão de 2017.

### Náutico
Em fevereiro de 2018, chegou ao Náutico, com contrato até o fim do ano. No mesmo ano, ajudou o clube a conquistar o Campeonato Pernambucano, após um jejum de 13 anos.
Em abril de 2018, aos 36 anos, Wendel decidiu encerrar a carreira como jogador de futebol. Fez apenas 9 partidas pelo Timbu.

## Títulos
Cruzeiro
- Copa do Brasil: 2000 e 2003
- Copa Sul-Minas: 2001 e 2002
- Campeonato Mineiro: 2003 e 2004
- Campeonato Brasileiro: 2003

Santos
- Campeonato Paulista: 2006

Bordeaux
- Copa da Liga Francesa: 2006-07 e 2008-09
- Supercopa da França: 2008 e 2009
- Ligue 1: 2008-09

Al-Shabab
- Campeonato Saudita: 2011-12

Sport
- Copa do Nordeste: 2014
- Campeonato Pernambucano: 2014

Goiás
- Campeonato Goiano: 2016

Náutico
- Campeonato Pernambucano: 2018[12]

Minas Nautico
- Campeão Minas Country 2023